# Đền thánh Thiên thần Micae

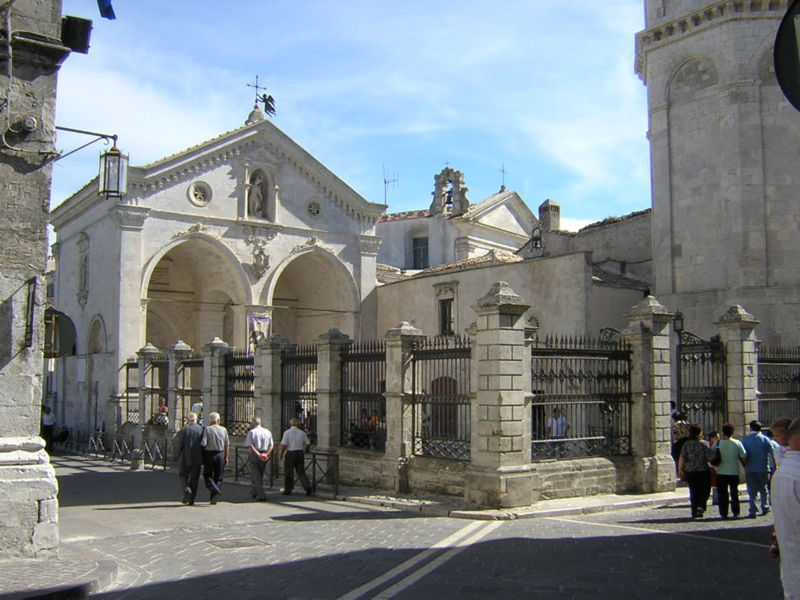
Đền thờ San Michele Arcangelo. Một phần của tháp là có thể nhìn thấy trên bên phải.

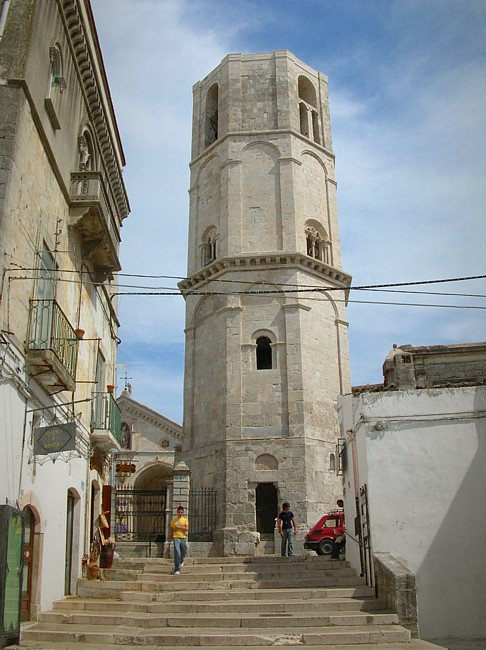
Tháp hình bát giác của Đền thánh San Michele Arcangelo.

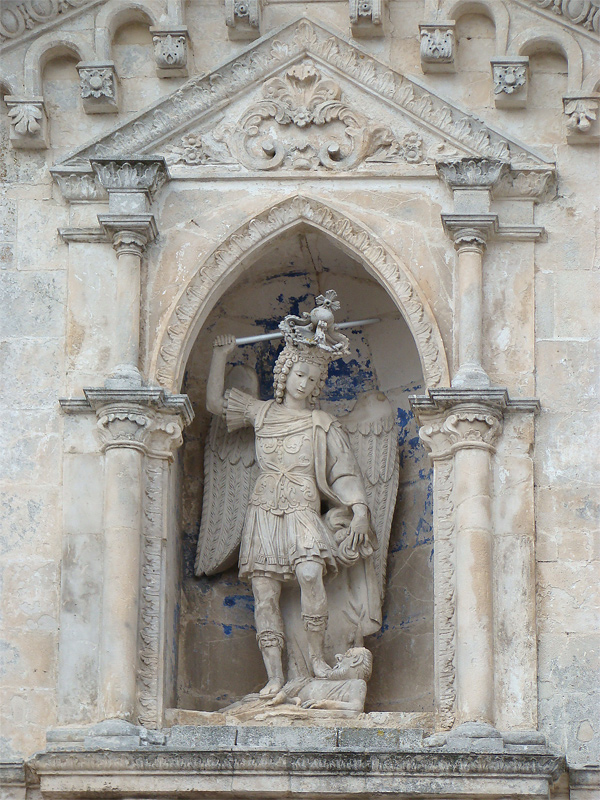
Bức tượng của Saint Michael nhìn ra lối vào của nhà thờ.

Đền thánh Thánh Tổng lãnh thiên sứ Michael (tiếng Ý: Santuario di San Michele Arcangelo) còn gọi Đền thánh Monte Sant'Angelo sul Gargano hay đơn giản là Monte Gargano, là một đền thánh và linh địa Công giáo trên núi Gargano, thuộc thị trấn Monte Sant'Angelo, tỉnh Foggia, miền bắc vùng Apulia, Italia.
Đây là ngôi đền cổ nhất ở Tây Âu được cung hiến cho tổng lãnh thiên sứ Michael và đã trở thành một địa điểm hành hương quan trọng từ thời trung cổ. Các di tích lịch sử và các vùng lân cận được bảo vệ bởi vườn quốc gia Gargano.
Trong năm 2011, nó đã trở thành một phần của di sản thế giới Longobards ở Ý.

## Lịch sử
Truyền thuyết về cuộc hiện ra của Tổng lãnh thiên thần tại Gargano có liên quan đến kinh nhật tụng Rôma ngày 8 tháng 4, cũng như trong truyền thuyết hoàng kim (Legenda Aurea), sách toát yếu truyền thuyết Kitô giáo được biên soạn bởi Jacobus de Voragine vào khoảng 1260-1275.
Theo truyền thuyết này, vào khoảng năm 490, Tổng lãnh thiên thần Michael đã hiện ra nhiều lần với giám muc Siponto gần một hang động, yêu cầu rằng hang động được dành riêng làm nơi thờ phượng của Kitô giáo và hứa sẽ bảo vệ thị trấn gần đó trước quân xâm lược ngoại giáo. Đây là những lần hiện ra đầu tiên của Michael ở Tây Âu.
Giáo hoàng Gelasius I (trị vì 492-496) đã cho xây dựng một đại giáo đường bao quanh nơi đó. Và nhà thờ San Giovanni ở Tumba là nơi an nghỉ cuối cùng của vua Lombard là Rothari (mất 652).
Sau này với sự chuyển cầu và trợ giúp đắc lực của tổng lãnh thiên thần Michael, hiện ra trên đỉnh núi với gươm và lửa, giữa một cơn bão vào đêm trước của cuộc chiến, người Lombard đã chiến thắng những người Hy Lạp trung thành với Đế quốc Byzantine vào ngày 8 tháng 5, năm 663. Trong lễ kỷ niệm chiến thắng đó, nhà thờ Siponto lập một ngày lễ đặc biệt vinh danh Tổng lãnh thiên thần vào ngày 8 tháng 5, sau đó lan rộng ra khắp Giáo hội Công giáo. Kể từ thời Giáo hoàng Piô V, ngày lễ đã được chính thức hóa là Apparitio S. Michaelis.